# ク・ヨンフェ
ク・ヨンフェ（朝鮮語: 구영회、英語: Younghoe Koo、1994年8月3日 - ）は、大韓民国ソウル特別市出身のアメリカンフットボール選手。現在NFLのアトランタ・ファルコンズに所属している。ポジションはプレースキッカー（K）。韓国出身としては4人目となるNFL選手である。

## 経歴
韓国・ソウル出身。本貫は綾城具氏。幼少期はサッカーをしていた。小学生の頃、看護師になるために渡米していた母を追いかける形でアメリカ合衆国ニュージャージー州リッジウッドに移り住む。アメリカではアメリカンフットボールをプレーし、リッジウッド高校、ジョージアサザン大学へ進学した。2017年NFLドラフトでは指名されなかったものの、ロサンゼルス・チャージャーズにドラフト外で入団した。
チャージャーズでは4試合に出場し、6回のフィールドゴール機会があったものの、成功は3回という成績に終わり、退団。
2019年1月14日、新設されたアライアンス・オブ・アメリカン・フットボール(AAF)のアトランタ・レジェンズと契約し、シーズンでは14回のフィールドゴール機会で全て成功させていた。しかし、AAFはこのシーズン途中に突如、中止となり、そのまま解散となった。その後、10月4日にスティーブン・ゴストコウスキーを怪我で欠いていたニューイングランド・ペイトリオッツと練習生契約をするも、10月15日に放出された。10月29日には、マット・ブライアントを放出したアトランタ・ファルコンズと契約する。シーズンでは8試合に出場し、26回のフィールドゴール機会のうち、23回成功させた。
2020年2月18日、クはファルコンズと1年の契約延長にサインした。マット・ブライアントの球団記録34回を上回るフィールドゴールを成功させ、初のプロボウルに選出された。
2021年もファルコンズと再契約を結んだ。
2022年3月15日、ファルコンズと1,150万ドルが保証された5年総額2,425万ドルの契約延長を行った。年俸485万ドルはジャスティン・タッカーに次ぐ当時2番目の金額となった。
2024年はファルコンズ入団以降最低となるフィールドゴール成功率73.5％に終わり、また負傷によりレギュラーシーズン最後の3試合を欠場した。

## 詳細情報

### 年度別成績

#### レギュラーシーズン
| 年度     | チーム   | 背 番 号 | 試合 出場 | フィールドゴール | フィールドゴール | フィールドゴール | フィールドゴール | トライ・フォー・ポイント | トライ・フォー・ポイント | トライ・フォー・ポイント |
| 年度     | チーム   | 背 番 号 | 試合 出場 | 企図数           | 成功数           | 最長 ヤード      | 成功率           | 企図数                   | 成功数                   | 成功率                   |
| -------- | -------- | -------- | --------- | ---------------- | ---------------- | ---------------- | ---------------- | ------------------------ | ------------------------ | ------------------------ |
| 2017     | LAC      | 9        | 4         | 6                | 3                | 41               | 50.0             | 9                        | 9                        | 100.0                    |
| 2019     | ATL      | 7        | 8         | 26               | 23               | 50               | 88.5             | 16                       | 15                       | 93.8                     |
| 2020     | ATL      | 7        | 15        | 39               | 37               | 54               | 94.9             | 36                       | 33                       | 91.7                     |
| 2021     | ATL      | 7        | 17        | 29               | 27               | 54               | 93.1             | 30                       | 30                       | 100.0                    |
| 2022     | ATL      | 7        | 17        | 37               | 32               | 54               | 86.5             | 35                       | 33                       | 94.3                     |
| 2023     | ATL      | 6        | 17        | 37               | 32               | 54               | 86.5             | 28                       | 27                       | 96.4                     |
| 2024     | ATL      | 6        | 14        | 34               | 25               | 58               | 73.5             | 26                       | 26                       | 100.0                    |
| NFL：7年 | NFL：7年 | NFL：7年 | 92        | 208              | 179              | 58               | 86.1             | 180                      | 173                      | 96.1                     |

- 2024年度シーズン終了時
- 太字は自身最高記録
- ■は各年度のリーグ最高記録